# E.X. Troopers
E.X. Troopers (エクストルーパーズ - EX to~urūpāzu) es un spin-off de la serie de videojuegos de disparos en tercera persona Lost Planet programado y distribuido por Capcom sólo en Japón para Nintendo 3DS y PlayStation 3 el 22 de noviembre de 2012. Es también un videojuego de disparos en tercera persona, con opción de juego cooperativo para hasta cuatro jugadores en línea, con estética manga y cinemáticas anime. E.X. Troopers está orientado claramente en el público japonés, mientras que la serie oficial Lost Planet está dirigido más a un público occidental.
Existe el rumor de una versión para PlayStation Vita que estuvo planeada por Capcom. El rumor salió a la luz al conocerse la lista de trofeos para la versión de PlayStation 3, en el que se podía leer "PS3-PSVita", pero dicha versión jamás salió a la venta ni se conocen los motivos.

## Antecedentes
Ante la pregunta de si E.X. Troopers iba a ser comercializado en EE. UU. y Europa, el vicepresidente de Capcom en EE. UU. Christian Svensson declaró lo siguiente:
"EX Troopers nunca fue planeado para su lanzamiento en Occidente. Esto es muy fácil de comprobar porque todo los textos forman parte de la estética del juego. Los textos no son del tipo estándar, no se pueden cambiar sin más. Para poder traducirlo y adaptarlo a Occidente, se tendría que volver a hacer casi todo de nuevo, modificar muchísimas cosas, no sólo hacer la traducción, localización y doblaje."

## Sistema de juego
La serie principal Lost Planet son juegos de disparos y acción con historias y tramas que tocan temas dramáticos y serios. EX Troopers es totalmente lo opuesto. Todo es más colorido y alegre, con la feliz misión de "salvar el mundo" en un entorno escolar con chamanes místicos y robots al estilo Gundam. Aunque tienen lugar en el mismo universo, e incluso en el mismo mundo y aparece el planeta EDN III y empresas como Nevec; el tono, la trama, y gran parte de la jugabilidad son completamente diferentes.

## Recepción
Kotaku elogió el estilo de arte manga, diciendo "Los gráficos Cel shading son brillantes, una alegría para la vista, y las secuencias al estilo manga y anime son una manera creativa para contar la historia." También dijo que el juego es "Fácil de jugar", y señaló la "Ayuda cooperativa al jugador individual". El sitio web ha mezclado las respuestas al hecho de que el juego "Toma todo lo bueno de Lost Planet y le da un nuevo enfoque". NintendoLife escribió "Los gráficos no hacen un juego, pero que pueden ayudar a que sea grande. La presentación en EX Troopers es impecable, pero lo más importante de todo es que es coherente y se mejora lo que ya estaba allí y destaca el elenco de personajes jóvenes y alegres, con una trama narrada de una manera que no sería lo mismo si se hubiera hecho de manera diferente. EX Troopers es diferente, orgulloso de ello".